# Jordrup Kirke
Jordrup Kirke er en kirke, beliggende i byen Jordrup, i Jordrup Sogn i Kolding Kommune, ca. 10 kilometer nordvest for Kolding.

## Historie
Kirken blev bygget som erstatning for en tidligere middelalderkirke på stedet, der var blevet for lille. Så blev den nedrevet i 1884 og en ny kirke skulle blive bygget. 
Kirken er blevet bygget efter tegning af den lokale arkitekt Johan Christian Fussing. Kirken er i tidstypisk nyromansk stil. Den består af et kor, skib og et tårn.

## Inventar
De eneste ting der er overlevet fra den gamle kirke er døbefonten lavet af granit, alterkalk og en kirkeklokke. Døbefonten og kirkeklokken er begge fra ca. 1550, mens alterkalken er fra 1680.
Altertavleen og prædikestolen i kirken begge er fra 1884. På altertavlen er et maleri af Kristus og den kanaanæiske kvinde. Prædikestolen er opbygget af fire fag, som er enkelt udsmykket med fyldninger og øverst en indskrift.